# Megachile truncaticeps
Megachile truncaticeps är en biart som beskrevs av Heinrich Friese 1909. Megachile truncaticeps ingår i släktet tapetserarbin, och familjen buksamlarbin. Inga underarter finns listade i Catalogue of Life.